# Juarros de Voltoya
Juarros de Voltoya is een gemeente in de Spaanse provincie Segovia in de regio Castilië en León met een oppervlakte van 21,63 km². Juarros de Voltoya telt 235 inwoners (1 januari 2016).

## Demografische ontwikkeling
Bron: INE, 1857-2011: volkstellingen